# Miller Anderson
Miller Anderson   (Columbus, 27 de desembre de 1922 - Columbus, 29 d'octubre de 1965) fou un saltador estatunidenc que va competir durant les dècades de 1940 i 1950.
El 1942 havia guanyat el seu primer campionat nacional de salts. Durant la Segona Guerra Mundial va quedar greument ferit en la seva cama esquerra en saltar en paracaigudes. Li hagueren de posar una placa al genoll i en finalitzar la guerra hagué de tornar a aprendre a saltar.
El 1948 va prendre part en els Jocs Olímpics d'Estiu de Londres, on guanyà la medalla de plata en la competició del salt de trampolí de 3 metres del programa de salts. Quatre anys més tard, als Jocs de Hèlsinki, tornà a guanyar la medalla de plata en la mateixa prova.
En representació de l'estat d'Ohio va guanyar el campionat NCAA de 3 metres, el campionat nacional d'1 metre i el campionat nacional de 3 metres el 1946, el 1947 i el 1948. El 1951 guanyà una medalla de plata i una de bronze als Jocs Panamericans que es van disputar a Buenos Aires. Fou el primer saltador en realitzar el un salt i mig endavant amb dos girs i un i mig amb un gir endarrere.
Va morir d'un atac de cor el 29 d'octubre de 1965, quan tenia 42 anys. El 1967 va ser introduït a l'International Swimming Hall of Fame.